# Video In Video Out

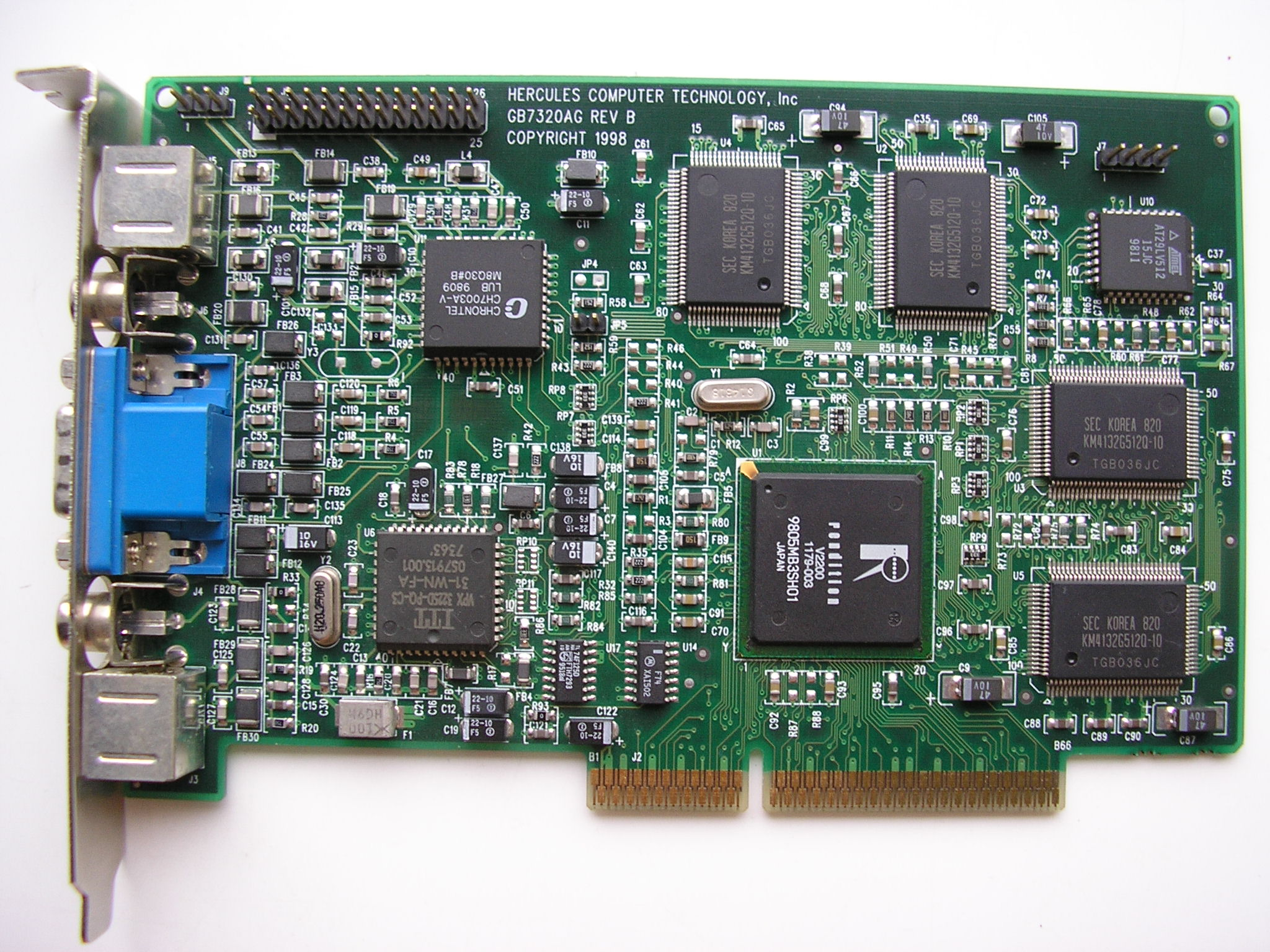
Carte graphique Hercules avec ViVo

Video In Video Out, souvent vu sous l'acronyme VIVO, permet à une carte graphique de supporter les transferts vidéo bidirectionnels (entrant et sortant) au travers de seulement un connecteur, en utilisant un diviseur interne spécial.
VIVO est à l'honneur sur plusieurs cartes graphiques, comme la collection nVIDIA GeForce et la collection ATI Radeon. Elle peut recevoir des données par la prise RCA ou la S-Vidéo. Par contre, en ce moment, l'utilisation de S-Vidéo est plus répandue (pour VIVO) autant par nVIDIA que par ATI.
Certains câbles VIVO supportent aussi une sortie vidéo composite luminance, et 2x chrominance, ce qui permet le support de la télévision à haute définition. Même si cette connexion n'est pas numérique, elle ne supporte pas le HDCP qui serait requis pour le support HDTV officiel, conformément aux règles de l'EICTA.